# Тевигино
Тевигино — деревня в Бабушкинском районе Вологодской области.
Деревня изначальна назвалась Тевигина и основана в 1812 году. Образована переселенцами из соседней деревни Петухово. Деревню заселили первые 4 семьи, две семьи Ерегины (главы семей Ерегин Василий Осипович и Ерегин Агапий Трофимович) и ещё Малютины (глава семьи Малютин Дементий Васильевич) и Варзины (глава семьи Варзин Семён Екимович). Первое упоминание деревни в ревизских сказках 1816 года.
Входит в состав сельского поселения Миньковское (до 2015 года входила в Юркинское сельское поселение), с точки зрения административно-территориального деления — в Юркинский сельсовет.
Расстояние по автодороге до районного центра села имени Бабушкина — 58 км, до деревни Юркино — 6 км. Ближайшие населённые пункты — Юркино, Теляково, Петухово.
По переписи 2002 года население — 20 человек (12 мужчин, 8 женщин). Всё население — русские.